# Final Resolution 2008 (gennaio)
Final Resolution gennaio 2008 è stata la quarta edizione del pay-per-view prodotto dalla federazione Total Nonstop Action Wrestling (TNA). L'evento ha avuto luogo il 6 gennaio 2008 presso l'Impact Zone di Orlando in Florida.
Durante il programma ci fu una gara di bevuta di birra (beer drinking contest) tra James Storm ed Eric Young (vinta dal primo) e di cui nel corso dell'anno precedente fu creato anche un titolo (il TNA World Beer Drinking Championship) che però non fu messo in palio in questo evento.

## Risultati
| # | Match | Stipulazioni                                                              | Durata |
| - | --- | ------------------------------------------------------------------------- | ------ |
| 1 | The Latin American Xchange (Hernandez e Homicide) hanno sconfitto The Rock 'n Rave Infection (Jimmy Rave e Lance Hoyt) (con Christy Hemme)  | Tag team match                                                            | 06:48  |
| 2 | Kaz ha sconfitto Black Reign | Single match                                                              | 07:28  |
| 3 | Gail Kim (c) ha sconfitto Awesome Kong | No disqualification match per il titolo TNA Women's Knockout Championship | 12:44  |
| 4 | Judas Mesias (con Father James Mitchell) ha sconfitto Abyss                                                                                 | Single match                                                              | 11:03  |
| 5 | Booker T e Sharmell hanno sconfitto Robert Roode e Ms. Brooks                                                                               | Mixed tag team match                                                      | 10:47  |
| 6 | Johnny Devine e Team 3D (Brother Devon e Brother Ray) hanno sconfitto Jay Lethal e The Motor City Machine Guns (Alex Shelley e Chris Sabin) | Ultimate X match in due tag team di 6 lottatori                           | 12:02  |
| 7 | A.J. Styles e Tomko (c) hanno sconfitto Kevin Nash e Samoa Joe                                                                              | Tag team match per il titolo TNA World Tag Team Championship              | 12:10  |
| 8 | Kurt Angle (c) (con Karen Angle) ha sconfitto Christian Cage                                                                                | Singles match per il titolo TNA World Heavyweight Championship            | 18:45  |
|   | (c) è riferito al campione in carica al momento dell'inizio del match.                                                                      |                                                                           |        |

### Drinking Championship Series
| Round | Vincitore   | Note                             |
| ----- | ----------- | -------------------------------- |
| 1°    | James Storm |                                  |
| 2°    | Eric Young  | Storm va ad orinare              |
| 3°    | James Storm | Young passa la mano e si arrende |
|       | James Storm | Vincitore                        |